# Hormuz
Hormuz of Hormoz, vroeger Ormoez genoemd, is een Iraans eiland in de Straat van Hormuz in de Perzische Golf, tegenover de havenstad Bandar Abbas. De naam van het eiland is afgeleid van Ahura Mazda, de god van het zoroastrisme.
Het eiland behoort bij de provincie Hormozgan en heeft een oppervlakte van 42 km². 
Hormuz was van de 10e eeuw tot het begin van de 17e eeuw het centrum van het Koninkrijk Ormus. De gelijknamige stad aan de noordkant van het eiland was een van de belangrijkste handelssteden in het Midden-Oosten. De bevolking aan het begin van de 16e eeuw wordt geschat op ongeveer 40.000.  
De Chinese admiraal Zheng He bereikte het eiland op zijn vierde reis rond 1414.
Afonso de Albuquerque kwam in 1507 met zes Portugese schepen Hormuz onderwerpen. Hij viel buitenposten aan langs de kust van Oman en stelde een voogd en een vizier aan voor de nominale koning, die echter ook door de Perzische sjah als een vazal werd beschouwd. In 1515 kwam Albuquerque terug met 1500 manschappen om Hormuz definitief in te nemen. Hij doodde de vizier en plaatste een garnizoen in het fort. Het Koninkrijk Ormus werd een vazalstaat van de Portugezen. Uit deze periode stamt ook het Portugese fort op Hormuz. Ze steunden de aanspraken van Hormuz – bijvoorbeeld in 1518 op Bahrein – en gebruikten het eiland om een reeks forten op te zetten die de zeeroute naar India beveiligden.
In 1552 deden de Ottomanen een mislukte aanval op Hormuz. Vanuit Suez landde Piri Reis met de Rode Zee-vloot, maar de kanonnen hadden weinig effect op de Portugese citadel en hij trok zich terug toen hij vernam dat een ontzettingsvloot naderde. Dit luidde het einde in van de Ottomaanse ambities richting Indische Oceaan. In 1622 verdreven de Perzen onder leiding van sjah Abbas I de Grote, samen met de East India Company, de Portugezen.  

## Voetnoten
1. ↑  David Abulafia, The Boundless Sea. A Human History of the Oceans, 2019, p. 598-599
2. ↑  David Abulafia, The Boundless Sea. A Human History of the Oceans, 2019, p. 608